# Minoische Villa von Zou

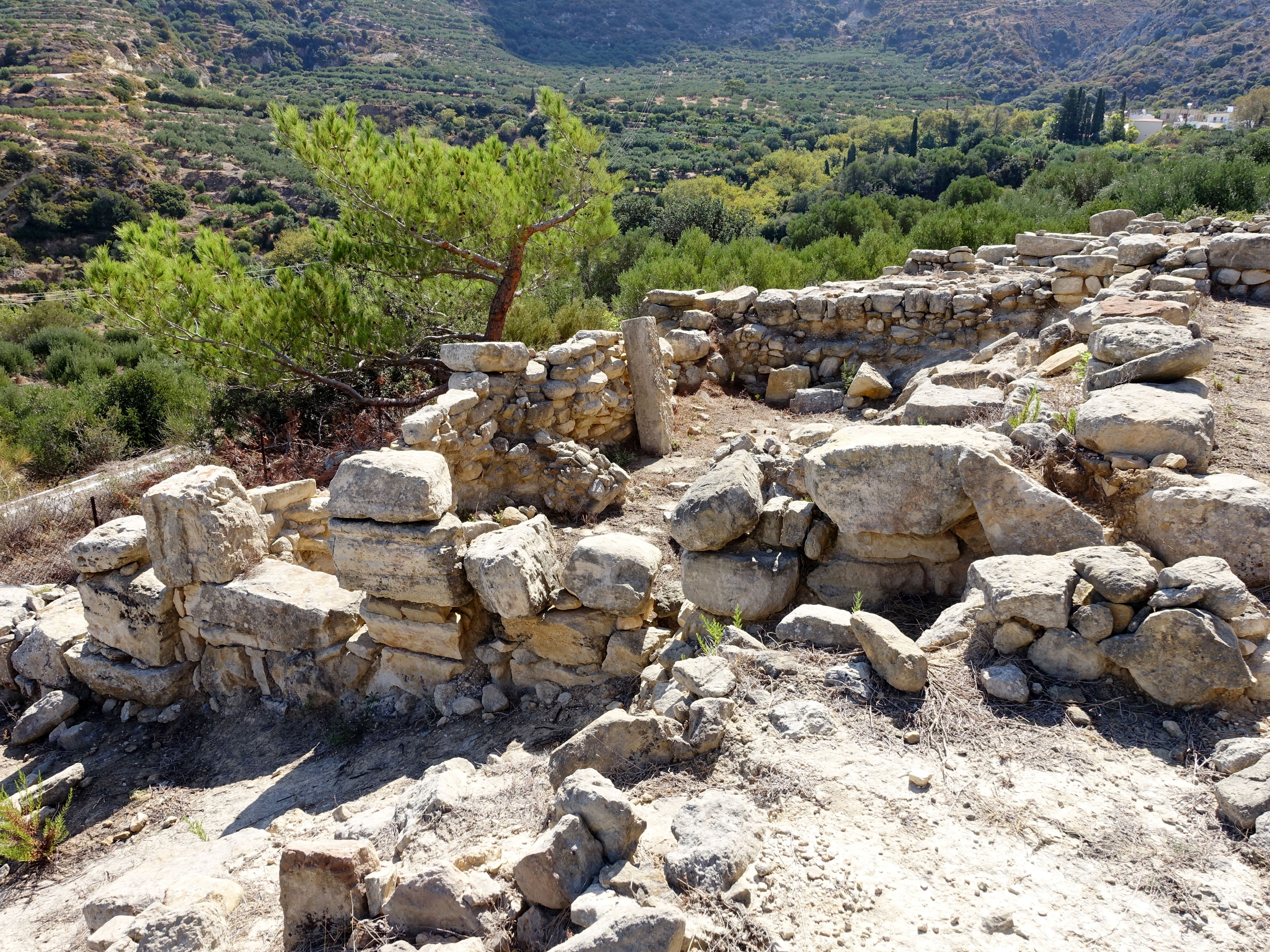
Ausgrabungsstätte der Minoischen Villa

Die Minoische Villa von Zou (griechisch Μινωική έπαυλη Ζου Minoiki epavli Zou) bezeichnet eine archäologische Ausgrabungsstätte im Osten der griechischen Insel Kreta. Sie befindet sich in der Gemeinde Sitia des Regionalbezirks Lasithi, etwa 340 Meter nordwestlich des Ortes Zou (Ζου) direkt an der Straße nach Kato Episkopi (Κάτω Επισκοπή) und Piskokefalo (Πισκοκέφαλο). Der Gattungsbegriff „Minoische Villa“ umschreibt einen Gebäudetyp, der weitgehend auf die Neupalastzeit der minoischen Kultur beschränkt ist.

## Lage und Geschichte

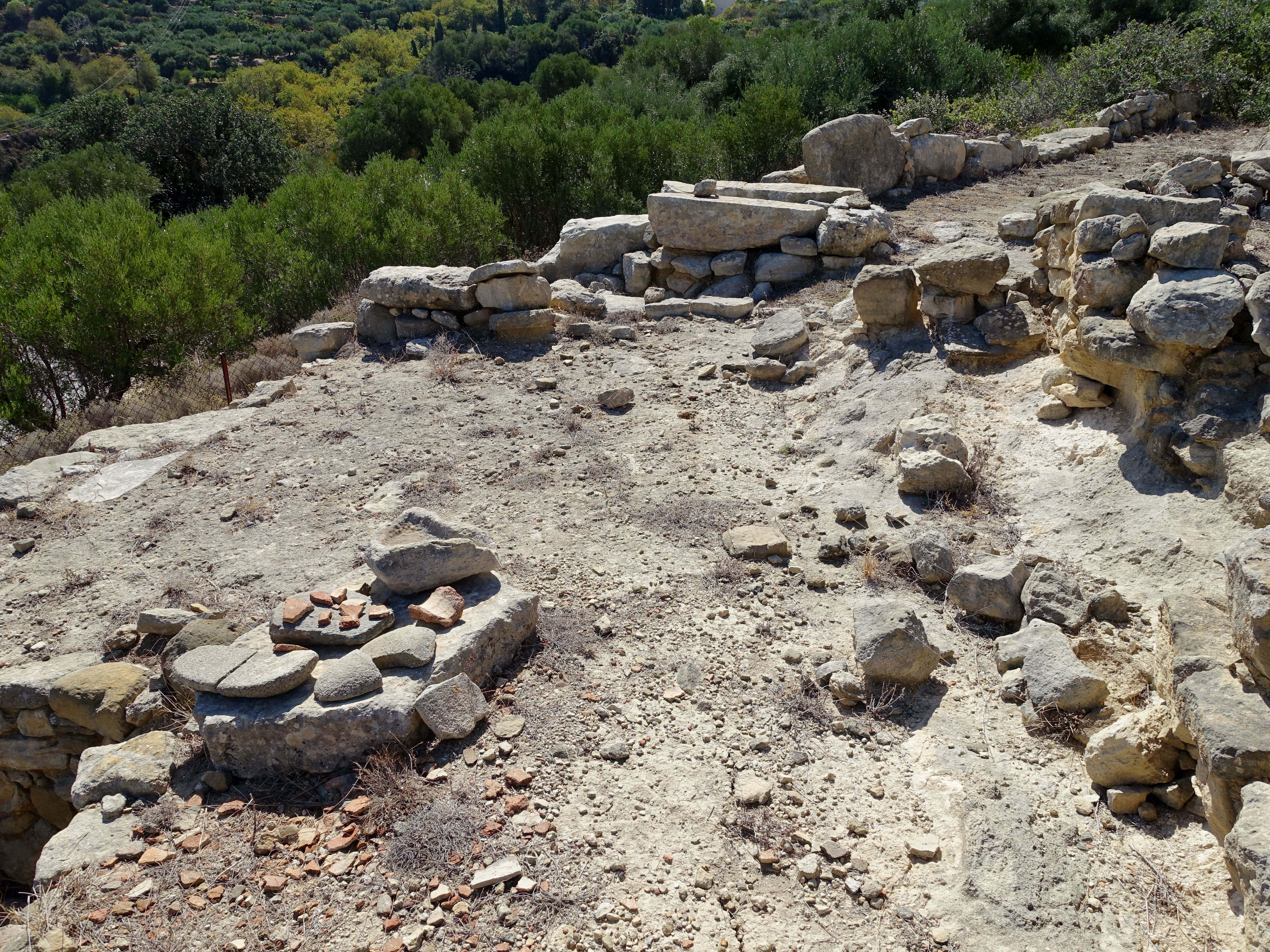
Raum Zeta (Ζ)

Die „Minoische Villa“ von Zou liegt auf etwa 150 Metern Höhe am Osthang einer Erhebung, an dem auch die Straße nach Zou und weiter nach Stavromenos (Σταυρωμένος) verläuft. Durch den Bau der Straße wurden Teile der Grundmauern der unteren Räume des minoischen Gebäudes zerstört. Unterhalb der Ausgrabungsstätte liegt das Tal des Petrolakkos potamos (Πετρόλακκος ποταμός), eines nicht ständig wasserführenden Baches, der über den Pedelis potamos (Πεντέλης ποταμός) bei Sitia in die Bucht von Sitia mündet. Die Bucht an der Nordküste Kretas am Ägäischen Meer ist von der Ausgrabungsstätte ungefähr 4,8 Kilometer Luftlinie entfernt, die Südküste am Levantischen Meer bei Makrygialos 17,3 Kilometer.
Die mindestens 20 Räume des minoischen Gebäudes wurden auf fünf Ebenen erbaut und waren nach Meinung von Nikolaos Platon, der die Reste der „Villa“ 1955 und 1956 ausgrub und als minoisches Landhaus (Μινωική αγροικία) bezeichnete, wahrscheinlich eingeschossig. Dabei besaßen einige der Räume Keller. Die Ausgrabungsstätte nimmt über 700 m² ein, bei einer Nord-Süd-Ausdehnung von 31 Metern und einer Ost-West-Ausdehnung von 23 Metern. Der öffentliche Zugang zum Gelände befindet sich im Nordosten. Auf Grund von Keramikfunden, insbesondere in drei Ablagerungen im Raum Zeta (Ζ), wird der Bau des Gebäudes in die mittelminoische Phase MM III B datiert. Die Nutzungszeit endete in der darauf folgenden spätminoischen Phase SM I A.

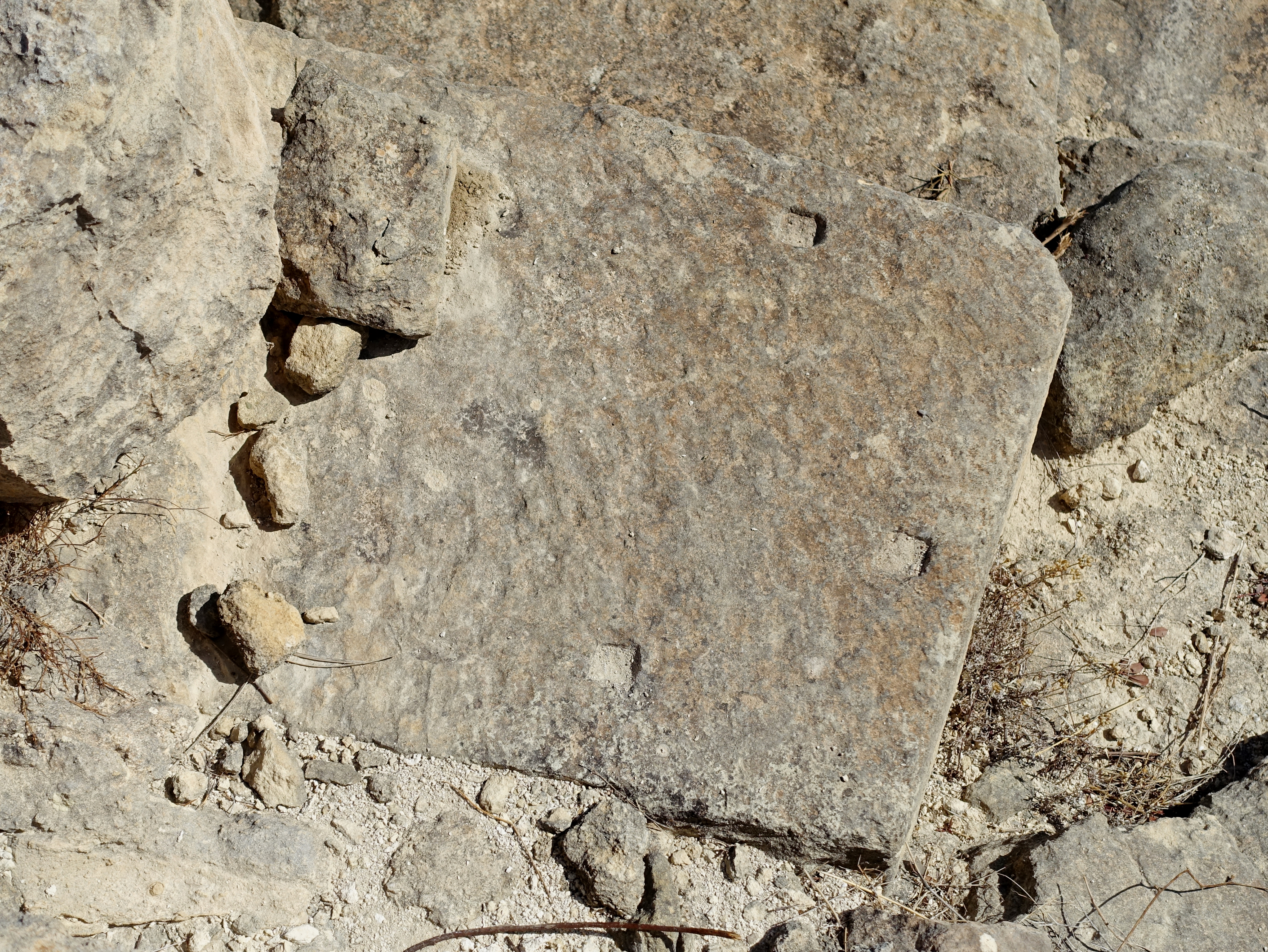
Werkstein mit Dübellöchern

In vielen Teilen der „Minoischen Villa“ von Zou wurden Werksteinblöcke verbaut. An der Westseite von Raum Kappa (Κ) enthält ein solcher quaderförmiger Werkstein Dübellöcher, die sonst in dem Gebäude nicht weiter vorkommen. Hier befand sich wahrscheinlich ein Eingang der „Villa“ mit einem gepflasterten Boden, zwei Bänken und einem niedrigen Fenster mit einem Holzrahmen. Raum Kappa (Κ) wurde von Nikolaos Platon wegen der Bänke auch als Anapauterion (ἀναπαυτήϱιον ‚Ruheraum‘) bezeichnet. Eine Doppeltür führte weiter in den Raum Zeta (Ζ), der zuletzt als Küche und Arbeitsbereich verwendet wurde. In dem Raum fanden sich neben Küchenutensilien auch Webgewichte, Steinwerkzeuge und zwei muldenartige Steinobjekte mit Ausgüssen an einer Seite, wahrscheinlich Ölpressen.
Raum Theta (Θ) oberhalb der Räume Kappa (Κ) und Iota (Ι) war ein Innenhof mit Stützmauer und einer Feuerstelle. Von ihm gelangte man über den Raum My (Μ), in dem sich ein Becken mit Abfluss befand, in den Raum Eta (Η). Hier wurde ein Teil eines Rhytons in Form eines Tierkopfes und ein niedriger dreibeiniger Tontisch, möglicherweise für Opfergaben, gefunden, so dass man davon ausgeht, dass sich in dem Raum vielleicht ein Schrein befand. In der Mitte von Raum Eta (Η) könnte eine Säule oder ein Pfeiler gestanden haben. Im westlichen Nachbarraum Lambda (Λ) lag der Kopf eines Mannes aus Ton mit einem breiten Hut mit Krempe und einem zentralen Federbusch. Im dreiwandigen Raum Xi (Ξ) auf der höchsten Ebene, in dem man eine Krippe feststellte, wurden Tiere gehalten.
Das minoische Gebäude von Zou gehört zu den Ausgrabungsstätten mit geschlossenen Fundkontexten reiner SM I A-Keramik. Der Ausgräber Nikolaos Platon ging von einer Zerstörung des Gebäudes in SM I A durch ein Erdbeben aus. Dafür sprechen schiefe Wände und Schäden am Quadermauerwerk in den Räumen Delta (Δ) und Epsilon (Ε). Weitere Gebäudereste in der Umgebung, so 150 Meter unterhalb der Ausgrabungsstätte Richtung Bachbett des Petrolakkos potamos, weisen darauf hin, dass die „Minoische Villa“ von Zou kein isoliertes Gebäude, sondern wahrscheinlich Teil einer Siedlung war.

Ausgrabungsstätte
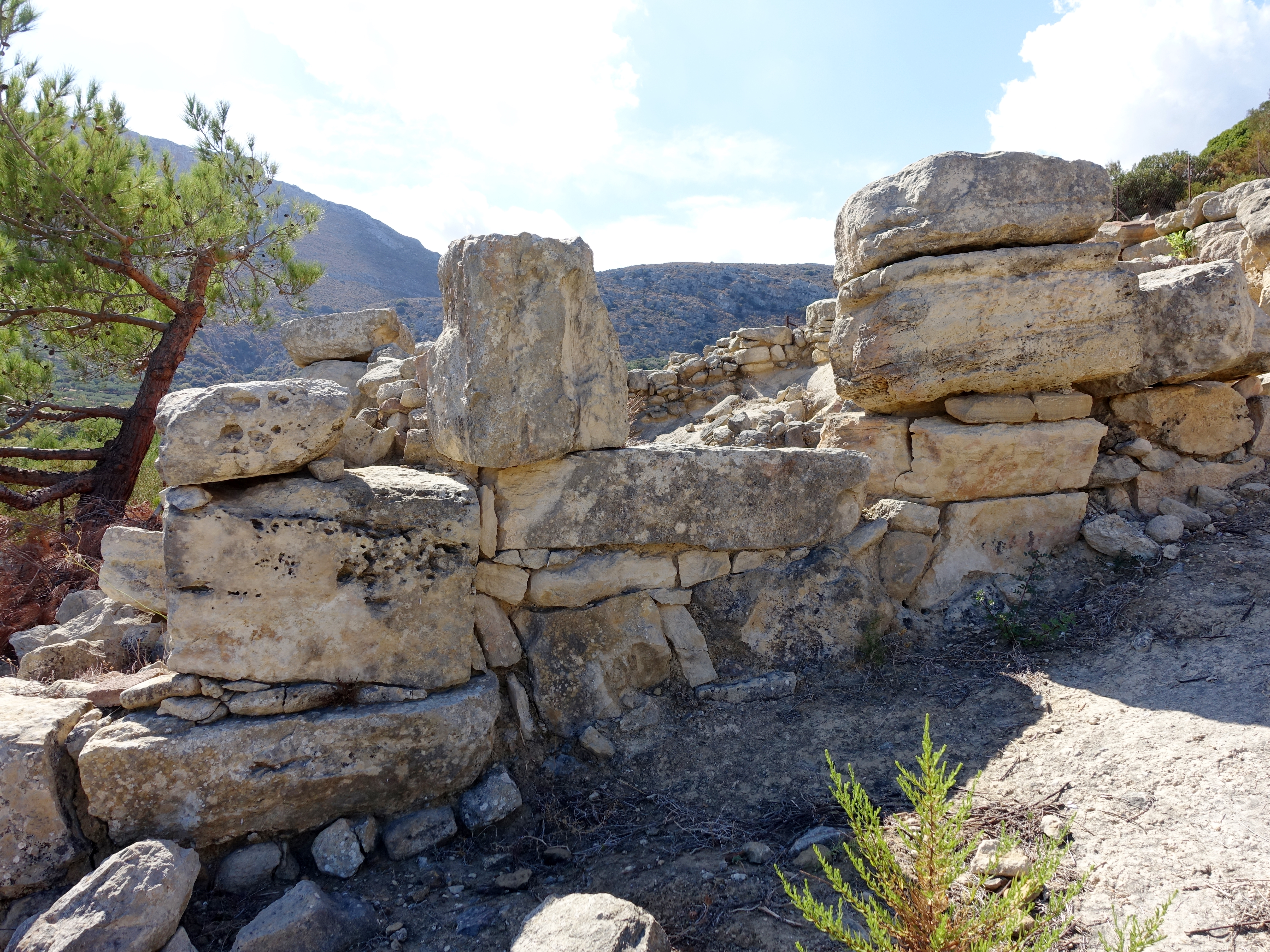
Nordwestseite von Raum Delta (Δ)
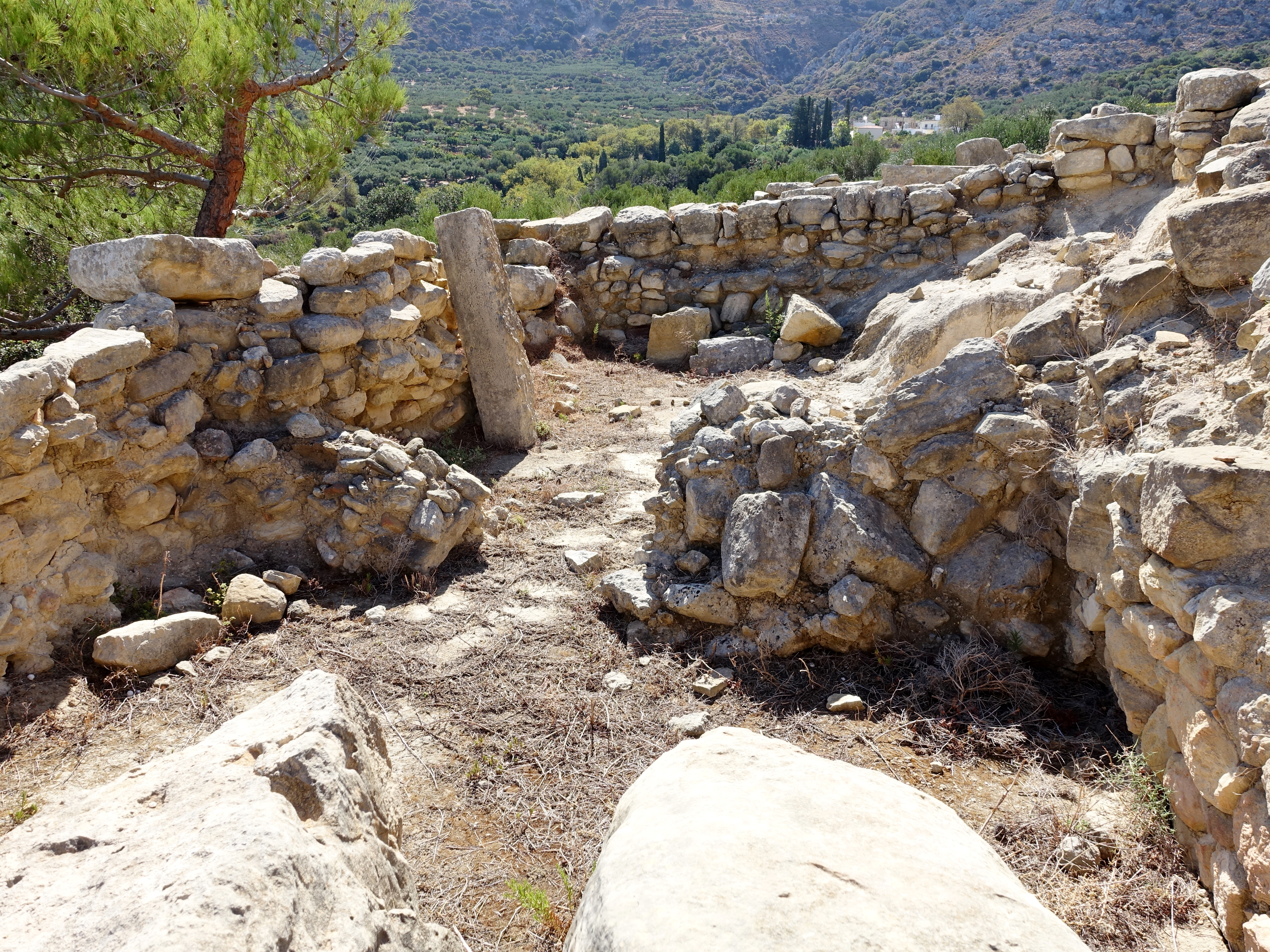
Räume Delta (Δ) und Epsilon (Ε)
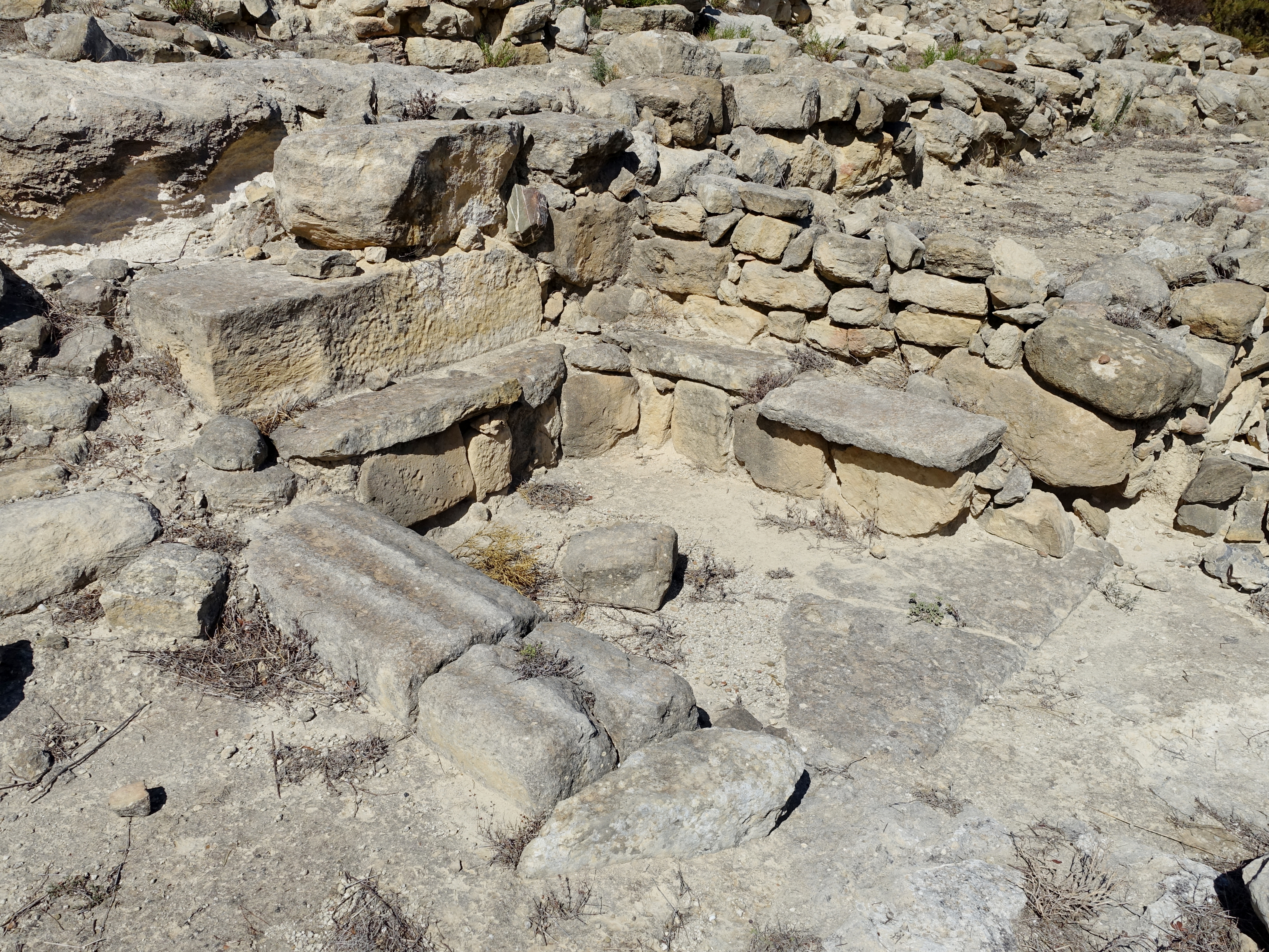
Raum Kappa (Κ) mit Pflasterung und Bänken
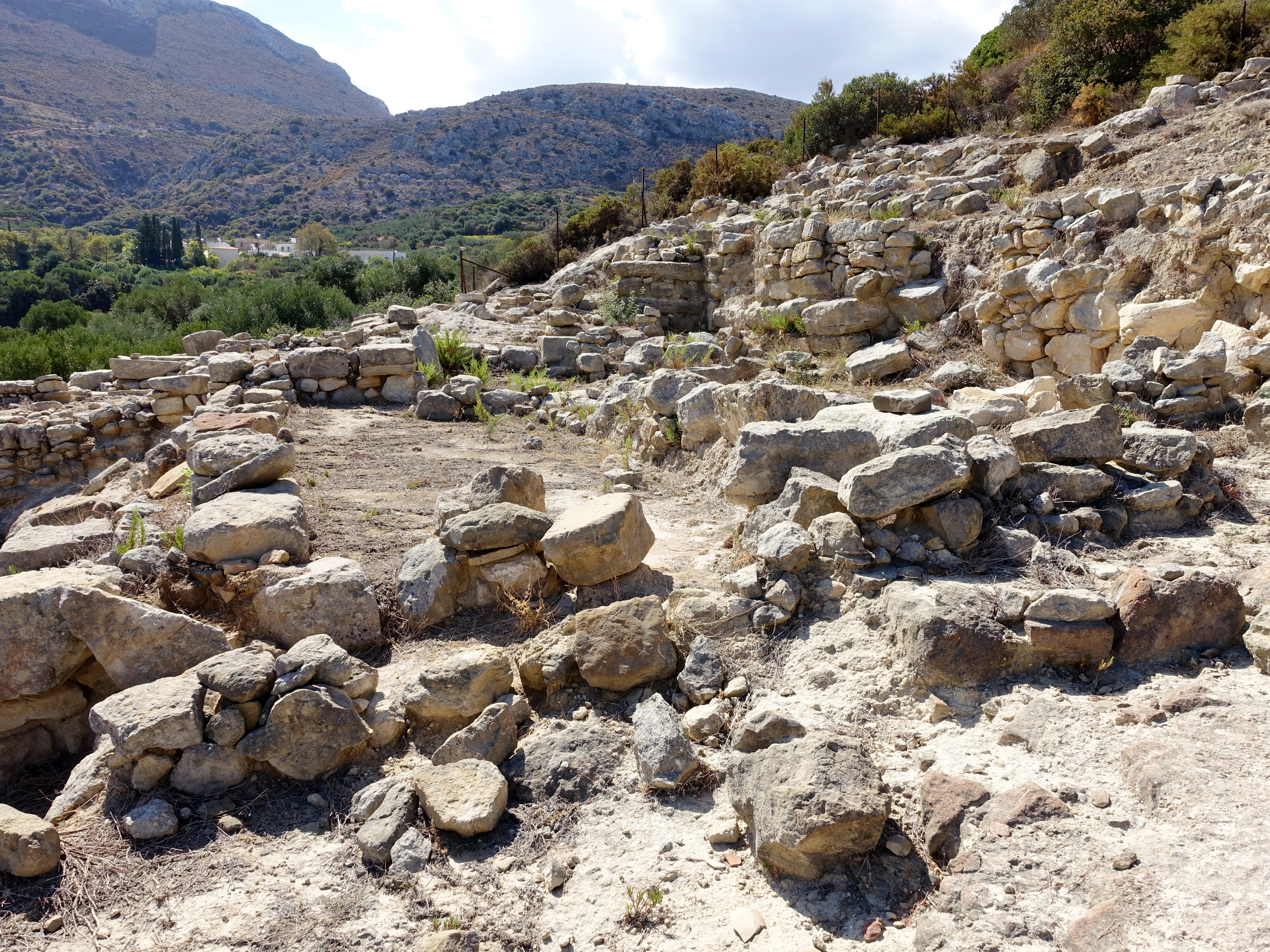
Räume Eta (Η) und Lambda (Λ)